# 권능
권능(權能, 2005년 10월 13일 ~ )은 대한민국의 축구 선수이다. 포지션은 골키퍼이다. 현재 포항 스틸러스 소속이다.

## 수상

### 구단

#### 포항 스틸러스
- 코리아컵
  - 우승 1회 : 2024